# 盛岡大学出身の人物一覧
盛岡大学出身の人物一覧（もりおかだいがくしゅっしんのじんぶついちらん）は、盛岡大学出身人物の一覧記事。

## 著名な出身者
- 鈴木裕樹 - 俳優　※中退
- 矢羽々恵匡 - アナウンサー
- 佐藤健一 - ラジオパーソナリティー